# Photovoltaikanlage Kosch-Agatsch
Die Photovoltaikanlage Kosch-Agatsch (russisch Кош-Агачская солнечная электростанция oder Кош-Агачская СЭС) ist ein Solarpark etwa 3 km nördlich der Siedlung Kosch-Agatsch in der Republik Altai. Am 4. September 2014 wurde die erste Stufe des Solarparks im Beisein des russischen Präsidenten Wladimir Putin feierlich eröffnet. Es war damit der erste Solarpark dieser Größe in Russland.

## Aufbau
Die 26 ha große Anlage wurde in der Steppe auf fast 1800 m Höhe errichtet. Die abgelegene russische Grenzregion zur Mongolei, China und Kasachstan hatte in der Vergangenheit immer wieder mit Stromknappheit zu kämpfen. Durch die Solaranlage werden die rund 10.000 Bewohner der Region deutlich weniger abhängig von verlustreichen Energieimporten von weit entfernten Kraftwerken.
Im ersten Bauabschnitt installierte man auf 13 Hektar rund 21.000 polykristalline Solarmodule der russischen Firma Hevel Solar mit einer Gesamtleistung von 5 MW. Die Module haben jeweils eine Leistung von 250 Watt und sind in einem Winkel von 45° geneigt in Reihen montiert. Der Abstand der Reihen zueinander beträgt 8 bis 10 m. Sie werden in der Mittel durch einen zentralen Weg geteilt. Der Neigungswinkel dient einerseits zum effektiven Auffangen der Sonnenstrahlen, andererseits verhindert er zusammen mit dem Steppenwind, dass sich Schnee oder andere Stoffe auf den Solarmodulen ablagern. Der Bau der ersten Stufe dauerte vom 30. Mai bis zum 4. September 2014 und kostete 570 Mio. Rubel, rund 11,2 Mio Euro. 2015 folgte die zweite Ausbaustufe. Ein baugleicher Komplex wurde östlich neben das bestehende Solarfeld gebaut. Der Komplex nahm am 22. Dezember 2015 die Arbeit auf. Die Gesamtleistung der Anlage wurde so auf 10 MW verdoppelt.
Während des Baus beider Abschnitte kamen jeweils rund 100 Arbeitskräfte zum Einsatz, die vorwiegend aus Kosch-Agatsch stammten. Heute gibt das vollautomatische Solarkraftwerk fünf Menschen Arbeit, die die Anlage und die technischen Prozesse auf ihr überwachen. Die Solarpanele sind für eine Betriebszeit von mindestens 25 Jahren ausgelegt. Man rechnet damit, dass sich die Investitionen nach etwa 15 Jahren amortisiert haben werden.

## Leistung
In der Region gibt es über 300 Sonnentage pro Jahr, was dazu führt, dass jedes verbaute Kilowatt an Leistung pro Jahr bis zu 1400 kWh Strom generiert. Mit der ersten Ausbaustufe könnten etwa 1000 Haushalte stabil mit elektrischem Strom versorgt werden. Die heutige Leistung genügt, um neben dem Kreis Kosch-Agatsch zur Tageszeit auch noch zwei benachbarte Gebiete, die Kreise Ulagan und Ongudai mit Strom zu versorgen. Nachts ist man in diesen Gebieten aber dennoch auf Stromimporte angewiesen. Bei Ongudai entsteht deshalb derzeit ein eigenes kleines Solarkraftwerk. Die stabilere Stromversorgung der entlegenen Region, schürt auch neue Hoffnung für wirtschaftlichen Aufschwung der strukturschwachen Region. Impulse in der Landwirtschaft, dem Tourismus oder auch im Abbau der Wolfram- und Molybdänvorkommen erscheinen nun möglich.

## Eigentum
Eigentümer der Photovoltaikanlage ist Avelar Solar Technology, eine 100%ige Tochtergesellschaft von Hevel Solar, die mit den Betrieb der durch die Muttergesellschaft errichteten Anlagen betraut ist.